# الحسين إبوركا
الحسين إبوركا (1938 - 03 يوليو 1999) هو ممثل مغربي أمازيغي من أوائل الوجوه السينمائية الناطقة بتشلحيت والمعروف في الساحة الفنية بـ«دا حماد» نسبة إلى اسمه في أشهر أفلامه «دا حماد بوتفوناست».

## بداياته
ولد الحسين إبوركا سنة 1938 بدوار أيت إبراهيم أيوسف أربعاء رسموكة. وانطلقت المسيرة الفنية للحسين إبوركا في أوائل بدايات السينما الأمازيغية في العقد الأخير من القرن العشرين وكانت بداياته مع فن الحلقة.

## أعماله
يعتبر فيلم «بوتفوناست» سنة 1990 باجزائه الخمسة من أشهر أعمال الحسين إبوركا والذي لعب بطولته إلى جانب محمد أبعمران. وقام بعدها بأداء دور البطولة في تتمته من خلال أجزاء فيلم موكير سنة 1994.

## وفاته
توفي الحسين إبوركا في مراكش يوم الخميس 03 يوليو 1999 بعد فترة قصيرة من نهاية تصوير فيلم موكير، اخر أفلامه.